# Robert Hines (Boxer)
Robert Hines (* 28. März 1961 in Philadelphia, Pennsylvania, USA) ist ein ehemaliger US-amerikanischer Boxer und Weltmeister der IBF im Halbmittelgewicht.